# Oney Lorcan
Christopher Girard  (né le 21 décembre 1985 à Boston, Massachusetts) est un catcheur (lutteur professionnel) américain. Il travaille actuellement à la World Wrestling Entertainment comme coach au WWE Performance Center.
Il est auparavant connu pour son travail à la Combat Zone Wrestling (CZW) où il remporte le championnat du monde poids-lourds de la CZW ainsi qu'à l'Evolve.

## Carrière

### Circuit indépendant (2008-2012)
Girard s'entraîne à l'école de catch de Killer Kowalski puis part au Canada parfaire son apprentissage auprès de Lance Storm. Il commence sa carrière à la Chaotic Wrestling, une fédération du Massachusetts, le 19 juillet 2008 sous le nom de Vortex et bat Psycho. Il change de nom de ring pour celui de Biff Busick en 2009.
Le 1er janvier 2010, il apparaît à la World Wrestling Entertainment sous le nom de Caronlina Panther pour perdre rapidement un combat face au Great Khali.
Le 6 avril 2012, il devient champion inter-état de la Top Rope Promotions (TRP),une fédération du Massachusetts, après sa victoire sur Jason Blade. Il perd ce titre le 13 juillet après sa défaite sur Brandon Webb puis le lendemain il remporte le championnat poids-lourds TRP en mettant fin au règne de Matt Tavern,.

### Combat Zone Wrestling (2013–2015)
Busick commence à travailler pour la Combat Zone Wrestling (CZW) le 4 avril 2013 durant le spectacle en marge du WrestleCon (en) où il fait partie de l'équipe The Front (Eric Corvis, Nicholas Kaye et Niles Sozio) qui perd un match sans disqualification où le tombé peut se faire n'importe où face à The Gulak Campaign (Alexander James, Drew Gulak, Kimber Lee et Mr Tofiga). Le 13 avril il se fait éliminer au premier tour du tournoi Best of the Best XII dans un match à trois à élimination comprenant Caleb Konley et remporté par Jonathan Gresham.
Il atteint la finale du tournoi Best of the Best XIII le 12 avril 2014 en éliminant Azrieal et Caleb Konley dans un match à élimination au premier tour puis Chuck Taylor en demi-finale avant de s'incliner face à Drake Younger. Il devient ensuite challenger pour le championnat du monde poids-lourds de la CZW 15 jours plus tard où il perd face à Drew Gulak avant de le vaincre le 10 mai,. 

### World Wrestling Entertainment (2015-2021)
En janvier 2015, la World Wrestling Entertainment (WWE) l'invite à faire des essais au WWE Performance Center afin de juger de ses aptitudes sur le ring et sa capacité à faire de bonnes interviews. Cela met en colère Gabe Sapolsky (en), le promoteur de l'Evolve, qui voit encore une de ses vedettes se rapprocher de la WWE. Cet essai s'avère concluant et Busick signe un contrat avec la WWE fin août.

#### NXT et 205 Live (2015-2020)
Il rejoint NXT, l'émission club-école de la fédération, où il lutte sous son véritable nom et perd face à Apollo Crews le 24 février 2016. Il change de nom début juin pour celui d'Oney Lorcan. Il a aussi un début de gimmick en incarnant un bagarreur tout droit sorti d'un bar mal fâmé et bat Tye Dillinger le 22 juin.
Lors de NXT TakeOver: Chicago II, lui et Danny Burch perdent contre Kyle O'Reilly et Roderick Strong et ne remportent pas les NXT Tag Team Championship, au cours de ce match, Lorcan se fracture l'os orbital et sera contraint de s'absenter pendant une durée de 2 à 3 mois.
Il effectue son retour avec Danny Burch le 12 septembre à NXT en battant Adrian Jaoude & Cezar Bononi.

#### Heel Turn, NXT Tag Team Champion et Alliance avec Pat McAfee (2020-2021)
Le 21 octobre à NXT, il gagne avec Danny Burch les NXT Tag Team Championship contre Breezango grâce à une aide de Pat McAfee et effectuent un Heel Turn.
Le 24 mars, il est annoncé que les NXT Tag Team Championship deviennent vacants à cause de la blessure de Danny Burch.
Le 4 novembre 2021, il est renvoyé par la WWE.

### Retour à la World Wrestling Entertainment (2022-...)
Le 8 octobre 2022, il fait son retour à la World Wrestling Entertainment comme coach au WWE Performance Center.

## Palmarès
- Beyond Wrestling
  - Greatest Rivals Round Robin Tournament (2015)
  - Tournament For Tomorrow 3:16 (2014) avec Drew Gulak

- Combat Zone Wrestling
  - 1 fois CZW World Heavyweight Champion

- Premier Wrestling Federation Northeast
  - 1 fois PWF Northeast Lightning Cup Champion

- Top Rope Promotions (TRP)
  - 1 fois champion poids-lourd TRP
  - 1 fois champion inter-état TRP
  - TRP Kowalski Cup Tournament (2013)

- Wrestling Is Respect
  - Quest to the Best (2013)

- World Wrestling Entertainment
  - 1 fois NXT Tag Team Champion avec Danny Burch

## Récompenses des magazines
- Pro Wrestling Illustrated

| Année | 2014 | 2015 | 2016 | 2017 | 2018 | 2019 | 2020 | 2021 |
| ----- | ---- | ---- | ---- | ---- | ---- | ---- | ---- | ---- |
| Rang  | 157  | 204  | 162  | 331  | 380  | 187  | 291  | 459  |